# Kim Ki-hoon
Kim Ki-hoon (Koreaans: 김기훈) (Seoel, 14 juli 1967) is een voormalig Zuid-Koreaans shorttracker. Tijdens de Olympische Winterspelen van 1992 en 1994 behaalde hij in totaal drie gouden medailles.

## Carrière
Tot nu toe is hij de enige atleet die alle shorttracktitels voor zich opeiste tijdens één Olympiade. Hij deed dit tijdens het shorttrack op de Olympische Winterspelen 1992 te Albertville, door de 1000 meter en, samen met het Koreaanse team, de 5000 meter aflossing te winnen. Hierbij dient wel te worden vermeld dat pas vanaf 2002 alle afstanden (met uitzondering van de 3000 meter) worden verreden. Bij het shorttrack op de Olympische Winterspelen 1994 in Lillehammer prolongeerde Kim Ki-hoon zijn titel op de 1000 meter. Hij kon de aflossingstitel niet verdedigen doordat zijn schaats brak door een val.
Toen het shorttrack in 1988 nog een demonstratiesport was behaalde hij ook al eerste plaats, op de 1500 meter.
In 2002 benoemde de Koreaanse schaatsbond hem tot bondscoach. In deze functie ontdekte en trainde hij vijfvoudig wereldkampioen Ahn Hyun-soo.
1992: Kim Ki-hoon ·
1994: Kim Ki-hoon ·
1998: Kim Dong-sung ·
2002: Steven Bradbury ·
2006: Ahn Hyun-soo ·
2010: Lee Jung-su ·
2014: Viktor An ·
2018: Samuel Girard ·
2022: Ren Ziwei
1992: Kim, Lee, Mo, Song ·
1994: Carnino, Fagone, Herrnhof, Vuillermin ·
1998: Bédard, Campbell, Drolet, Gagnon ·
2002: Bédard, Gagnon, Guilmette, Tremblay, Turcotte ·
2006: Ahn, Lee, Seo, Song ·
2010: Bastille, Ch. Hamelin, F. Hamelin, Jean, Tremblay ·
2014: An, Grigorev, Jelistratov, Zacharov ·
2018: S. Liu, S.S. Liu, Knoch, Burján ·
2022: Ch. Hamelin, Dubois, Pierre-Gilles, Dion
1976: Alan Rattray · 
1977: Gaétan Boucher · 
1978: James Lynch · 
1979: Hiroshi Toda · 
1980: Gaétan Boucher · 
1981: Benoît Baril · 
1982: Guy Daignault · 
1983: Louis Grenier · 
1984: Guy Daignault · 
1985: Toshinobu Kawai · 
1986: Tatsuyoshi Ishihara · 
1987: Toshinobu Kawai/Michel Daignault · 
1988: Peter van der Velde · 
1989: Michel Daignault · 
1990: Lee Joon-ho · 
1991: Wilf O'Reilly · 
1992: Kim Ki-hoon · 
1993: Marc Gagnon · 
1994: Marc Gagnon · 
1995: Chae Ji-hoon · 
1996: Marc Gagnon · 
1997: Kim Dong-sung · 
1998: Marc Gagnon · 
1999: Li JiaJun · 
2000: Min Ryoung · 
2001: Li JiaJun · 
2002: Kim Dong-sung · 
2003: Ahn Hyun-soo · 
2004: Ahn Hyun-soo · 
2005: Ahn Hyun-soo · 
2006: Ahn Hyun-soo · 
2007: Ahn Hyun-soo · 
2008: Apolo Anton Ohno · 
2009: Lee Ho-suk · 
2010: Lee Ho-suk · 
2011: Noh Jin-kyu · 
2012: Kwak Yoon-gy · 
2013: Sin Da-woon · 
2014: Viktor An · 
2015: Sjinkie Knegt · 
2016: Han Tianyu · 
2017: Seo Yi-ra · 
2018: Charles Hamelin · 
2019: Lim Hyo-jun · 
2021: Shaoang Liu ·
2022: Shaoang Liu